# Jan Harting
Jan Harting (fl. XX secolo) è stato un calciatore indonesiano, di ruolo difensore.

## Carriera
Prese parte con la Nazionale delle Indie Orientali Olandesi ai Mondiali del 1938.